# Brejões
Brejões é um município brasileiro do estado da Bahia. Sua população estimada em 2010 era de 14.282 habitantes. O clima da região é seco e temperado e a temperatura varia tipicamente entre 10 °C e 30 °C. O município está situado na interface entre a Caatinga e a formação original da Mata Atlântica. Em Brejões, se cultiva com maior ênfase o café, seguido pela produção de maracujá, mandioca, mamona, sisal e produtos hortigranjeiros. O setor de pecuária ainda engatinha por várias dificuldades econômicas, e o único tipo representativo desta atividade é o gado bovino de corte.

## História
No ano de 1808, partiu de Nazaré uma bandeira chefiada pelo português Manoel Rovisco de Rosa Andrade, cujo objetivo era a abertura de uma estrada, cortando toda a zona, até atingir seu ponto final na região de Nossa Senhora da Vitória, hoje denominada Vitória da Conquista. Manoel Rovisco encontrou no lugar Cacimba, ainda hoje conhecido por esse nome, um patrício seu de nome Manoel Gonçalves Bandeira, que lhe forneceu recursos alimentícios necessários para o prosseguimento da jornada, que, em recompensa pelo auxilio e cordial acolhimento, recebeu a doação de duas ou mais léguas de terras, cuja divisa terminava na Serra João Pedro.
Seguindo sua jornada sempre em direção ao poente, Manoel Rovisco pernoitou à beira de uma lagoa; aí demorou-se com sua bandeira, apossou-se das terras, dando-lhes os nomes de Lagoa da Tiririca e Boa Vista, denominações que ainda conservam. Em 1885, de passagem pela zona, os nordestinos Estevão Chaves e João Guerra, pernoitaram na margem esquerda do rio Brejões. Animados pela fertilidade do vale em abundância da água, resolveram edificar casa para residência e iniciaram a seguir o plantio do café. Perseguidos pela seca que assolava o Nordeste, passavam numerosos grupos de retirantes, que, influenciados pelos primeiros moradores, ali ficaram. Iniciou-se desta forma o povoamento da região.
Pela Lei Provincial nº 1.976, de 22 de junho de 1880 foi criado o distrito de Brejões, pertencente à Freguesia de Areia. Era presidente da Província Antônio de Araújo de Aragão Bulcão. Em 1886, Manoel Rovisco vendeu as suas propriedades, então denominadas Lagoa do Morro, Lagoa da Tiririca e Boa Vista para Manoel Vitório da Silva e Joaquim Dias da Silva. Estes levaram consigo, de Nazaré, muitos escravos, iniciando em suas terras o plantio de café.
Em 1924, o arraial dos Brejões foi elevado à categoria de vila pela Lei Estadual nº 1.715 de 24 de julho, assinada pelo governador Francisco Marques de Góes Calmon. A mesma lei criou o município que foi inaugurado a 26 de outubro do mesmo ano. Quatro anos depois, já em 1938, a Vila de Brejões recebeu foros de cidade em virtude do Decreto-Lei estadual nº 10.724, de 30 de março.
Em 1964, uma articulação política realizada pela Associação Cultural de Brejões com a Prefeitura local e o Governo do Estado da Bahia resultou na criação do Ginásio Góes Calmon que passou a ofertar turmas no ensino ginasial em Brejões. Este ginásio mudaria seu nome para "Colégio Góes Calmon".

## Infra-estrutura

### Educação
Além do histórico Colégio Góes Calmon, Brejões conta com o Colégio Estadual Ana Lucia Castelo Branco e Colégio Estadual Edivaldo Boaventura, situado na localidade de KM-100, estes últimos oferecendo aulas no ensino médio.